# Icapara
Icapara é um bairro do município brasileiro de Iguape, no litoral do estado de São Paulo.

## História

### Toponímia
O nome do bairro é de origem tupi ('y = água; ka'a = mata; pará = rio grande, mar).

### Aspectos históricos
Foi fundado pelo Bacharel de Cananéia, um degredado de origem europeia, tendo sido auxiliado por índios das redondezas e por alguns desterrados portugueses. Remonta a 1577, a data que o povoado de Icapara, foi elevado à categoria de Freguesia de Nossa senhora das Neves da Vila de Iguape, quando foi aberto o primeiro Livro do Tombo da Igreja de Nossa Senhora das Neves, construída em 1537, no local conhecido por Vila Velha, no sopé do morro, chamado de "Outeiro do Bacharel", defronte a barra do Icapara.

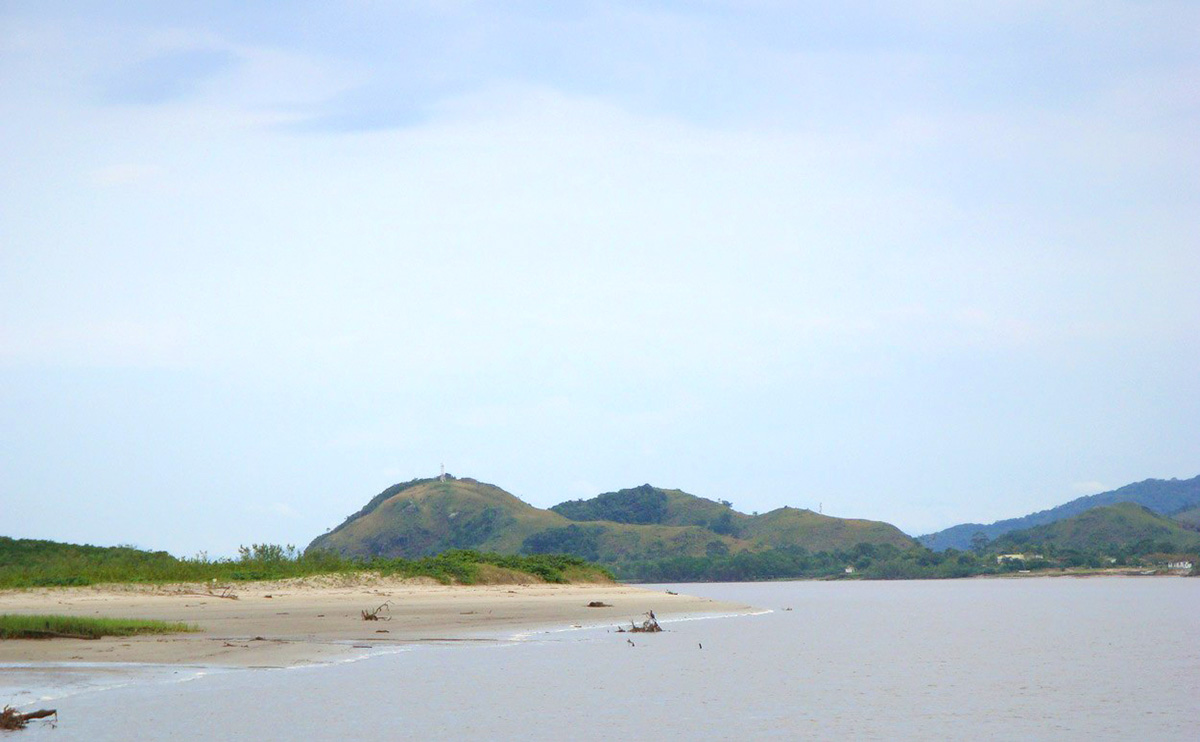
Outeiro do Bacharel, vista da barra do Icapara.

Alguns historiadores chegam a acreditar que já havia europeus vivendo na região em 1498, mesmo antes do descobrimento do Brasil por Pedro Álvares Cabral.
Mesmo assim, há registros da presença do castelhano Ruy García Mosquera, juntamente com um grupo de pessoas vindos do rio da Prata (atual Argentina). Os castelhanos chegaram a Iguape, aliaram-se a Cosme Fernandes, conhecido como "Bacharel de cananeia" e ajudaram a manter o povoado, que constantemente era atacado por naus piratas e corsárias. Após alguns anos de existência onde hoje está a vila de Icapara, a falta de água potável, a falta de espaço para expansão e eventuais ataques piratas levaram à transferência da então Freguesia de Nossa Senhora das Neves de Iguape do seu local original para outra área alguns quilômetros ao sul, por volta de 1611, por ordem do fidalgo português Eleodoro Ébano Pereira, para onde atualmente situa-se o centro urbano do município, em uma sesmaria cedida pelo donatário Francisco Alvares Marinho.

### Guerra de Iguape
Em 1534, a propósito do massacre ocorrido anos antes com dos oitenta integrantes da expedição de Pero Lobo pelos Carijós às margens do rio Iguaçu, que iam em direção ao Império Inca, pouco depois de partirem de Cananeia (1 de setembro de 1531), Pero de Góis intimou os espanhóis, que estavam habitando a região, a entregarem o Bacharel de Cananeia e a prestarem obediência ao rei de Portugal e ao governador Martim Afonso de Sousa, em trinta dias, sob pena de morte e de confisco de bens. Moschera, líder dos espanhois, respondeu que não reconhecia a jurisdição da Coroa portuguesa, uma vez que se encontrava em terras de Castela, criando-se um impasse.
Na iminência de ataque pelos portugueses, Moschera e o Bacharel, apoiados por duzentos indígenas flecheiros, capturaram um navio corsário francês que pouco antes aportara a Cananeia em busca de provisões, apoderando-se de suas armas e munições. Em seguida, fizeram cavar uma trincheira, a qual deu nome à batalha Entrincheiramento de Iguape, em frente à povoação de Iguape, no sopé do morro, conhecido por "Outeiro do Bacharel", guarnecendo-a com quatro das peças de artilharia do navio francês. Na sequência, dispuseram vinte espanhóis e cento e cinquenta indígenas emboscados no manguezal da foz da barra do Icapara, aguardando a força portuguesa. Esta, composta por oitenta homens, ao desembarcar foi recebida sob o fogo da artilharia, sendo desbaratada. Na retirada, os sobreviventes foram surpreendidos pelas forças espanholas emboscadas na foz da barra, onde os remanescentes pereceram, sendo gravemente ferido o seu capitão Pero de Góis, por um tiro de arcabuz. 
No dia seguinte os espanhóis embarcaram no navio francês e atacaram a vila de São Vicente. Após os ataques, ambos teriam fugido para a Ilha de Santa Catarina, tendo Moschera retornado ao rio da Prata e o Bacharel Fernandes para Cananeia.

## Geografia

### População
Pelo Censo 2010 (IBGE) a população do bairro era de 1 404 habitantes.

## Infraestrutura

### Telecomunicações
O bairro era atendido pela Telecomunicações de São Paulo (TELESP), que inaugurou a central telefônica utilizada até os dias atuais. Em 1998 esta empresa foi vendida para a Telefônica, que em 2012 adotou a marca Vivo para suas operações.